# Береги (Дубенський район)
Бе́реги — село в Україні, у Млинівській селищній громаді Дубенського району Рівненської області. Населення становить 800 осіб.

## Історія та сьогодення
Назва походить від місцини, на якій розташувалося поселення — це лівий берег річки Ікви. Віддалені забудови хутірського типу мали назви: Луги, Береги — Гори.
В історичних актах село вперше згадується у 1577 році[джерело?]. Є інше твердження, що село вперше згадується в акті від 2 березня 1542 року. Це декрет маршалка Волинської землі та старости Володимирського, князя Федора Сангушка. У ньому йдеться про князя Івана Масальського. Однак, чи це теперішні Береги, чи поселення, яке вже не існує, невідомо.
У 1906 році село Малинської волості Дубенського повіту Волинської губернії. Відстань від повітового міста 16 верст, від волості 3. Дворів 75, мешканців 557.
7 (20) листопада 1917 року, відповідно до Третього Універсалу Української Центральної Ради, увійшло до складу Української Народної Республіки.
Радянську окупаційну владу у населеному пункті проголошували двічі — у січні 1918 року та у вересні 1939 року. У 1940 році створено колгосп ім. Хрущова, який на початках об′єднав 15 господарств. Перший голова Олексій Юрійович Ярмолюк.
У роки Другої світової війни на фронтах воювало 30 жителів села, з них загинуло 18. Повернулися додому із нагородами 21 особа.
Після війни господарство відновили, у 1970 році колгосп назвали «Зорею». Тодішні голови — Самсон Філінюк та Панас Ступаченко.
У 1953 році населений пункт повністю електрифікували. У 1965 році у Берегах відкрито будинок культури. На це час у селі проживало 1127 осіб.
Сьогодні село Береги — центр сільської ради, розташоване на березі річки Ікви, за 5 км від районного центру. Через село проходить асфальтовий шлях Млинів — Демидівка. Дворів — 241, Населення 790 осіб.
12 червня 2020 року, відповідно до розпорядження Кабінету Міністрів України № 722-р від «Про визначення адміністративних центрів та затвердження територій територіальних громад Рівненської області», увійшло до складу Млинівської селищної громади.
19 липня 2020 року, в результаті адміністративно-територіальної реформи та ліквідації Млинівського району, село увійшло до складу Дубенського району.

## Населення

### Мова
Розподіл населення за рідною мовою за даними перепису 2001 року:
| Мова            | Кількість | Відсоток |
| --------------- | --------- | -------- |
| українська      | 828       | 99.04%   |
| російська       | 5         | 0.60%    |
| польська        | 1         | 0.12%    |
| румунська       | 1         | 0.12%    |
| інші/не вказали | 1         | 0.12%    |
| Усього          | 836       | 100%     |

## Органи влади
До 2016 — Берегівська сільська рада. У підпорядкуванні сільської ради знаходилось с. Перевередів
Сільський голова — Мельник Анатолій Васильович. Від 2016 у складі Млинівської селищної громади.

## Підприємства
На території сільської ради працює ТзОВ «Ідна»

## Освіта
- Берегівська загальноосвітня школа І-ІІІ ступенів [Архівовано 2 квітня 2015 у Wayback Machine.] Млинівської районної ради Рівненської області
- Берегівський дошкільний навчальний заклад «Калинка»

## Культура
- Клуб с. Береги
- Публічно-шкільна бібліотека с. Береги

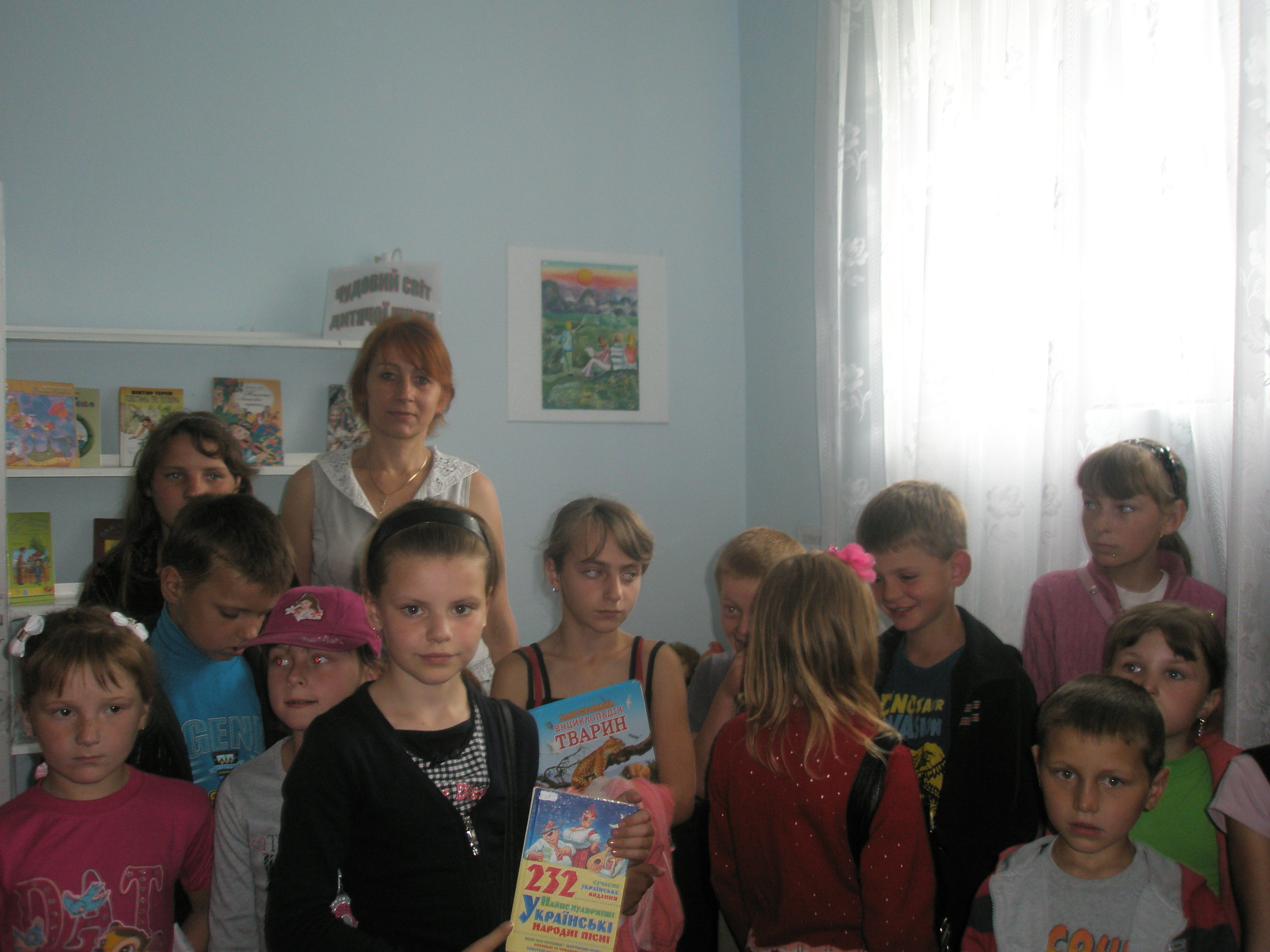
У бібліотеці села Береги

У 1965 році введений в експлуатацію будинок культури, у приміщенні якого було розміщено сільську бібліотеку, яка займала на той час одну кімнату. З часом в бібліотеці було відкрито читальний зал, книгосховище, дитячу кімнату.
У жовтні 2002 року було проведено реорганізацію бібліотечної системи: сільські бібліотеки були об'єднані зі шкільними. У 2007 році сільську бібліотеку було перенесено в приміщення дошкільного навчального закладу. Тепер бібліотека обслуговує 530 читачів, з них 114 дітей. Книжковий фонд складає понад 10 тисяч примірників. Завідувачка публічно-шкільної бібліотеки — Марчук Олена Василівна.

## Релігія
Свято-Михайлівська українська автокефальна церква

## Уродженці села
Мельничук Онуфрій Олександрович — український поет, громадський діяч,

## Галерея

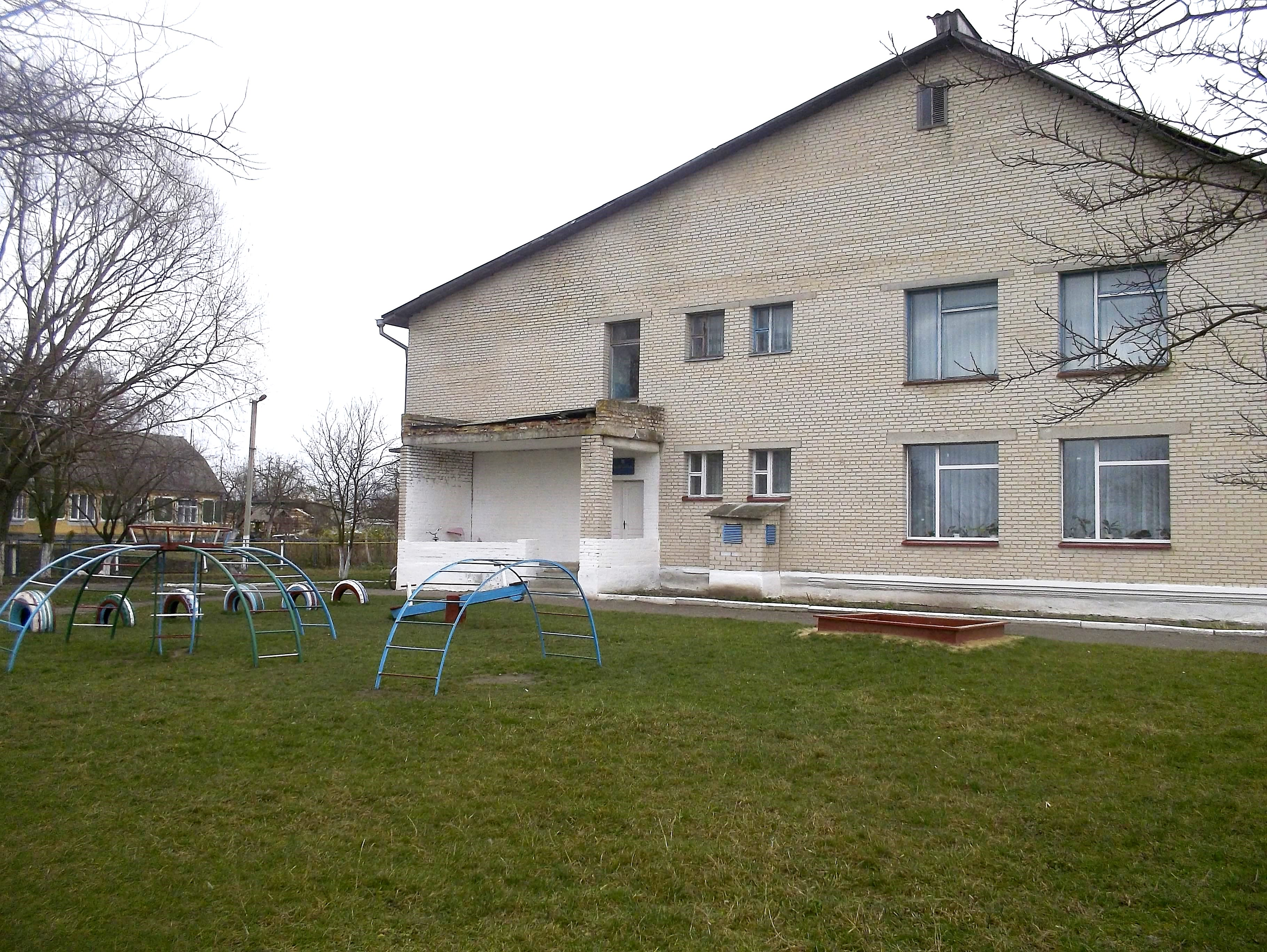
Садочок «Калинка»
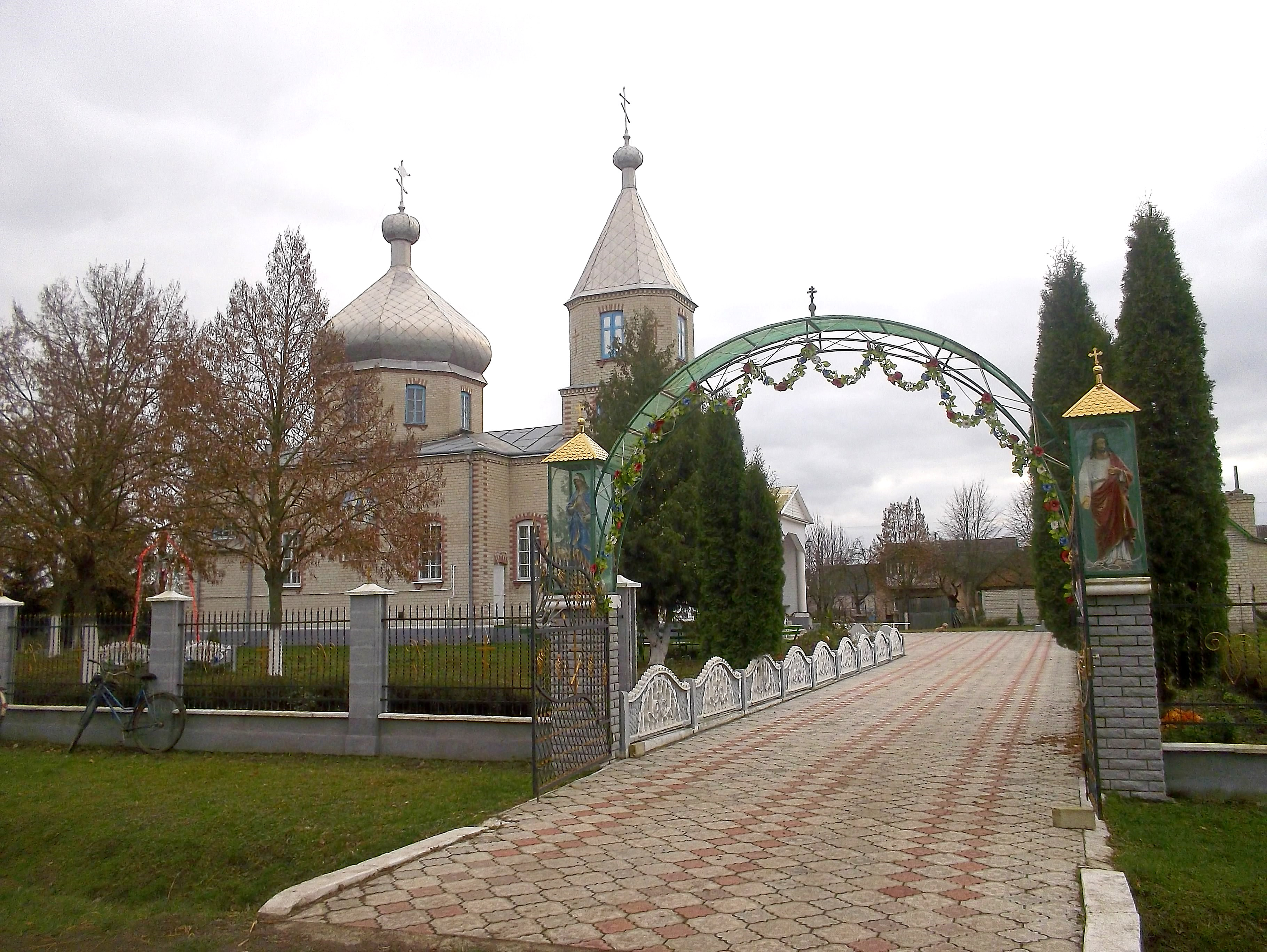
Свято-Михайлівська українська автокефальна церква
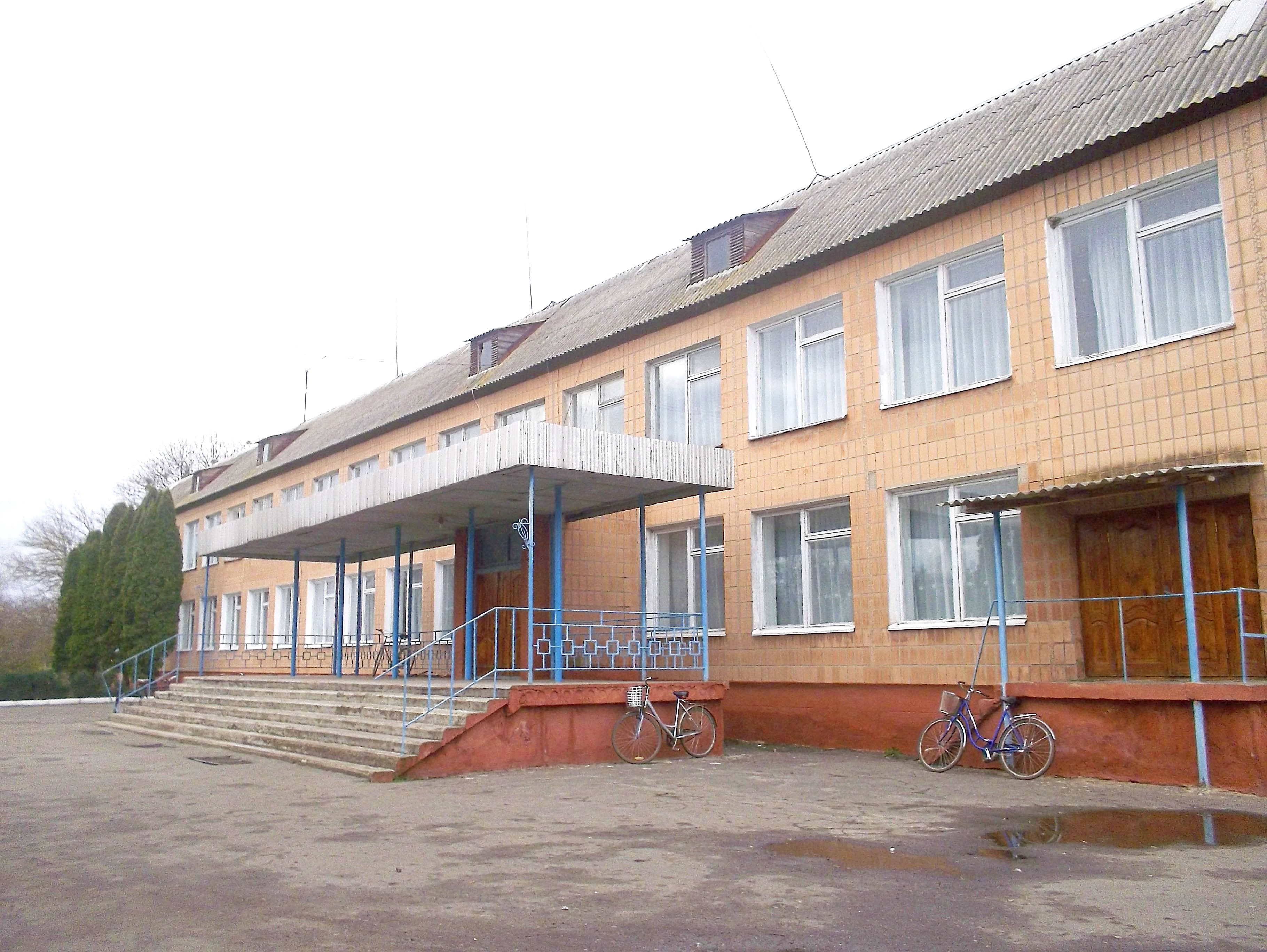
Берегівська загальноосвітня школа І-II ступенів
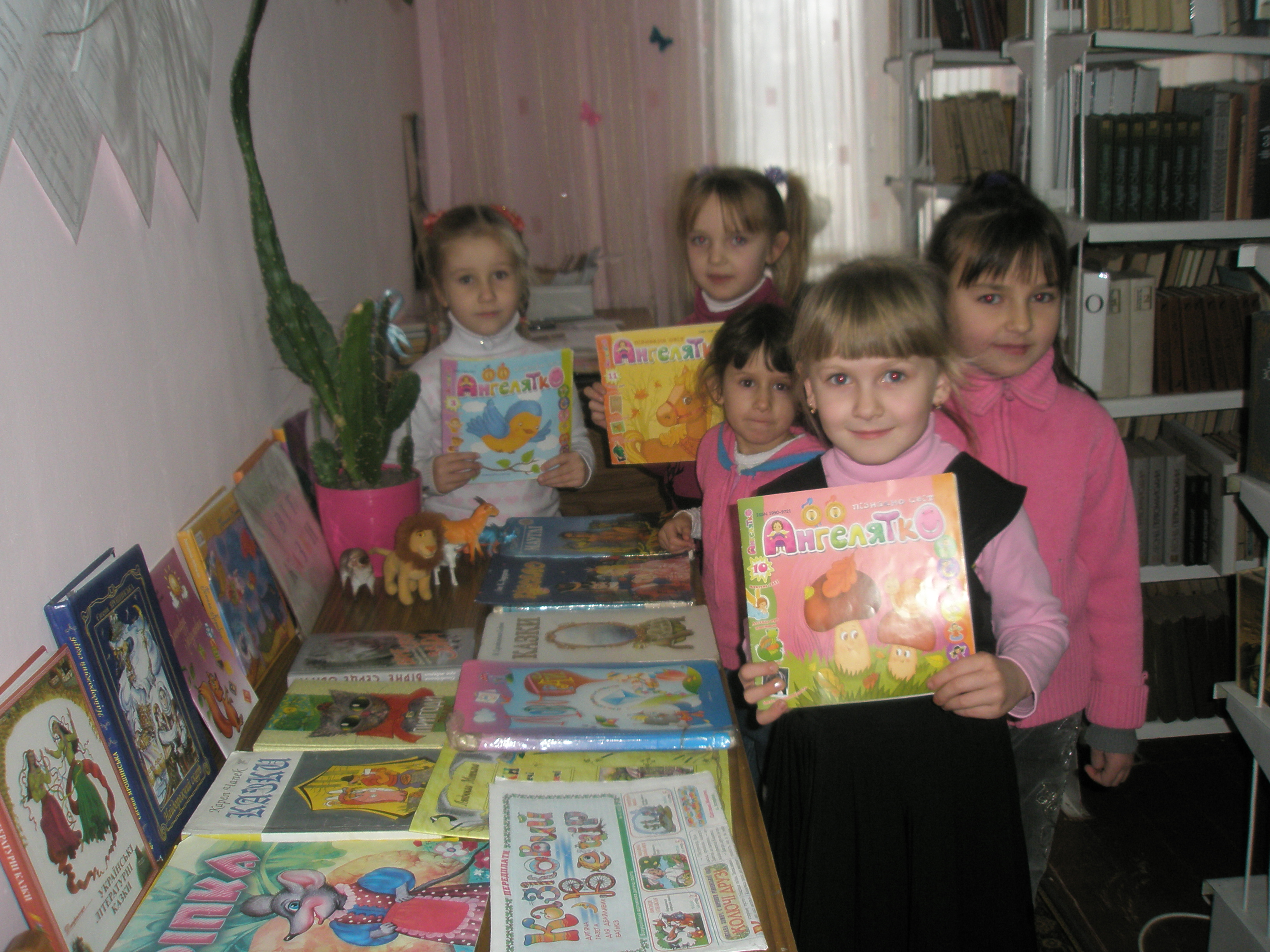
Під час «Тижня книги» у публічно-шкільній бібліотеці с. Береги